# Neonemobius
Neonemobius is een geslacht van rechtvleugeligen uit de familie krekels (Gryllidae). De wetenschappelijke naam van dit geslacht is voor het eerst geldig gepubliceerd in 1913 door Hebard.

## Soorten
Het geslacht Neonemobius omvat de volgende soorten:
- Neonemobius cubensis Saussure, 1874
- Neonemobius eurynotus Rehn & Hebard, 1918
- Neonemobius mormonius Scudder, 1896
- Neonemobius palustris Blatchley, 1900
- Neonemobius toltecus Saussure, 1859
- Neonemobius variegatus Bruner, 1893